# Papillaria breviculifolia
Papillaria breviculifolia är en bladmossart som beskrevs av C. Müller 1890. Papillaria breviculifolia ingår i släktet Papillaria och familjen Meteoriaceae. Inga underarter finns listade i Catalogue of Life.